# José Rafael Albrecht
José Rafael Albrecht (castellà: Rafael Albrecht)  (San Miguel de Tucumán, 23 d'agost de 1941 - Buenos Aires, 3 de maig de 2021) fou un futbolista argentí.

## Selecció de l'Argentina
Va formar part de l'equip argentí a la Copa del Món de 1962.